# Texas Panhandle

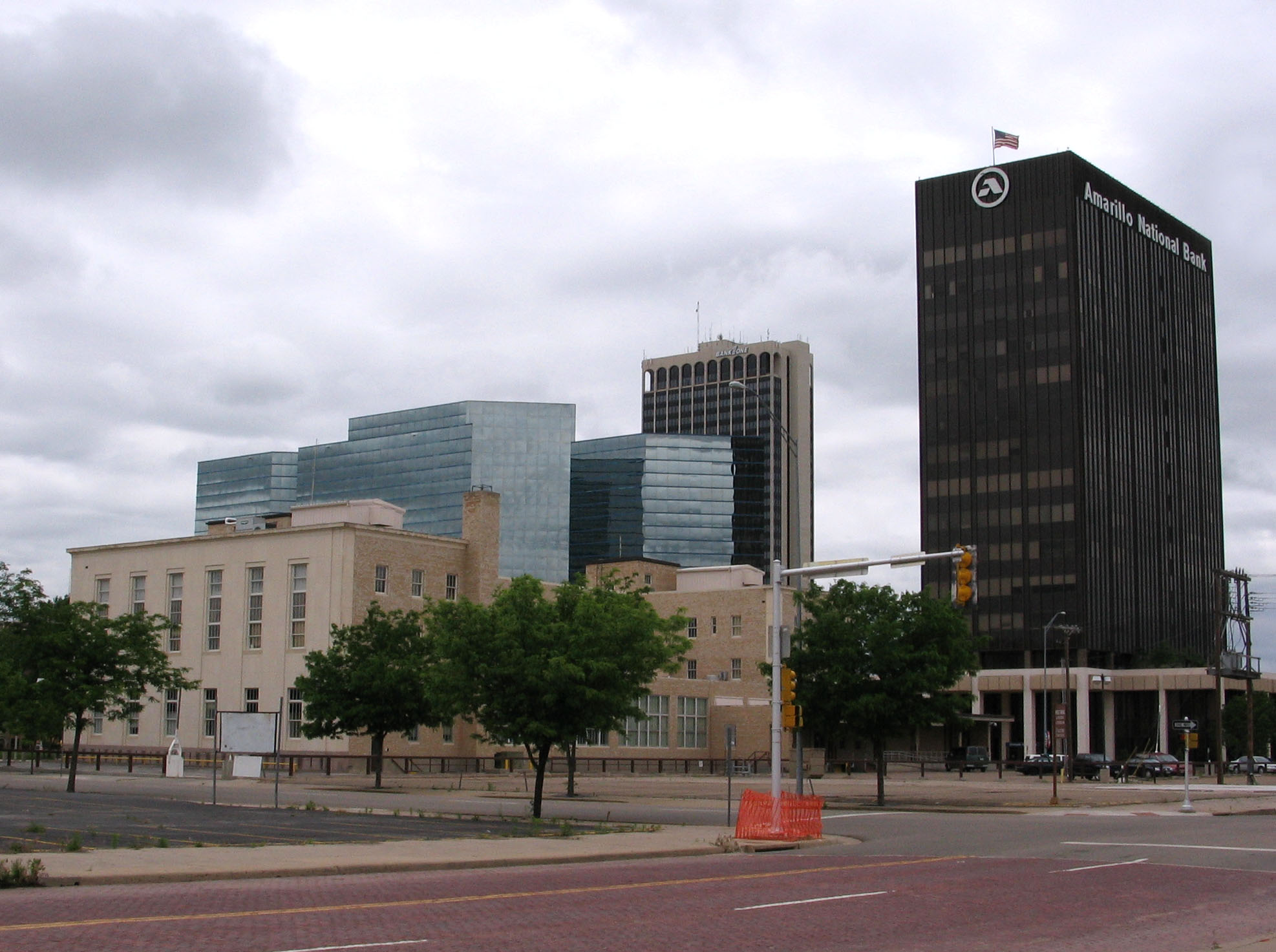
Stadtmitte von Amarillo, der größten Stadt im Panhandle

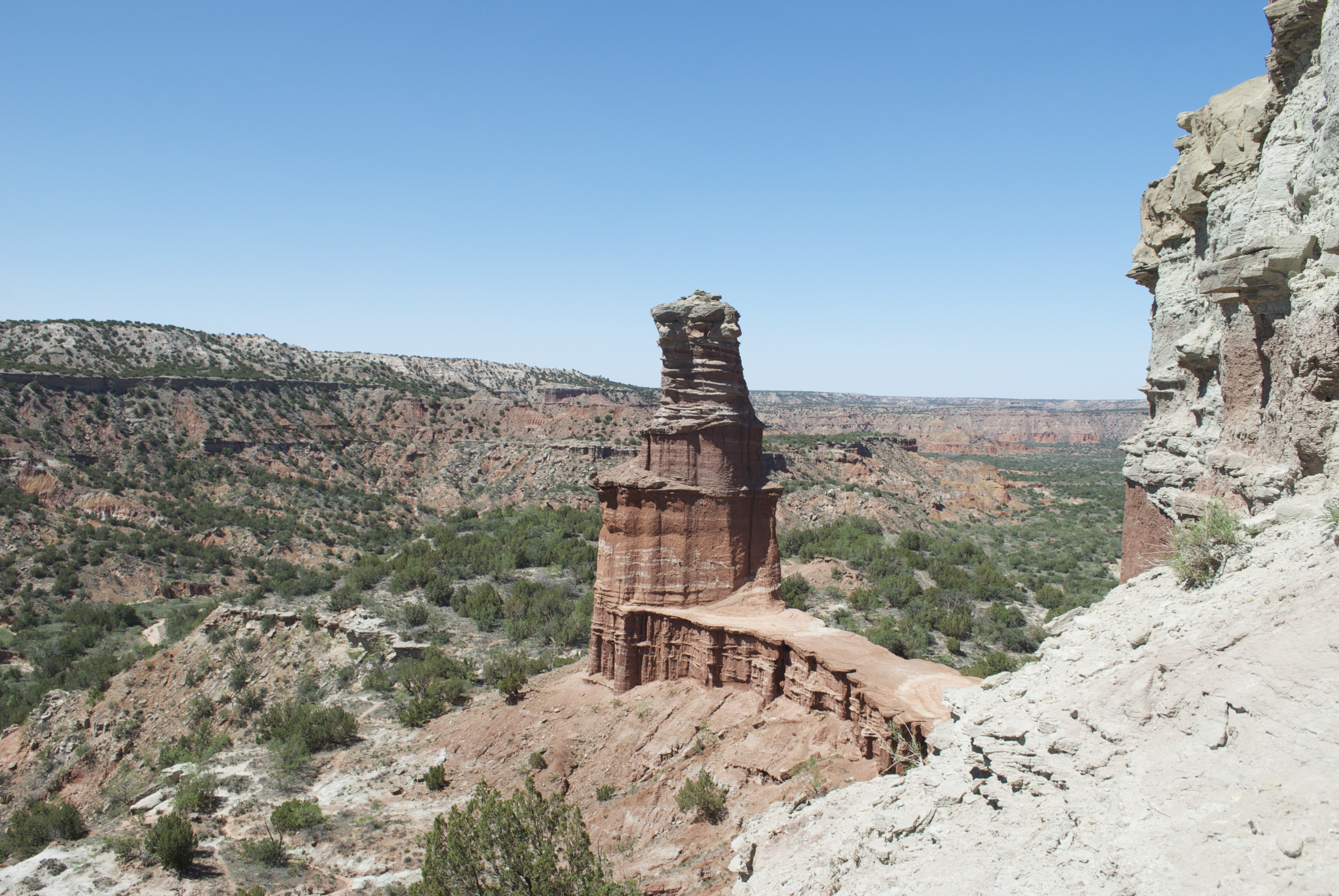
Das „Lighthouse“ („Leuchtturm“), eine der Sehenswürdigkeiten des Palo Duro Canyon

Der Texas Panhandle (wörtlich: „Texas-Pfannenstiel“) ist eine Region des US-amerikanischen Staates Texas, bestehend aus den 26 nördlichsten Countys.

## Geographie
Der Texas Panhandle ist ein rechteckiges Areal, das im Westen an den Bundesstaat New Mexico sowie im Norden und Osten an den Bundesstaat Oklahoma grenzt. Als Südgrenze gilt die südliche County Line der Countys Castro, Swisher, Briscoe usw. Der Namensbestandteil ‚Panhandle‘ bezieht sich darauf, dass dieses Areal von der gedachten „Pfanne“ Texas wie ein Pfannenstiel nach Norden ragt. Auch einige andere US-Bundesstaaten haben solche Panhandles.
Die Fläche beträgt 66.883,58 km², das sind rund 10 % der Gesamtfläche von Texas, zuzüglich 162,53 km² von Wasser bedeckter Fläche. Laut der Volkszählung im Jahr 2000 betrug die Bevölkerung 402.862 Einwohner oder 1,93 % der Gesamtbevölkerung des Staates. Bemerkenswerterweise ist der Panhandle nicht gleichbedeutend mit North Texas, das nur den Osten des nördlichen Texas umfasst.
Die südwestliche Hälfte des Panhandle und fast der gesamte Norden liegen auf einer reliefarmen Hochebene (High Plains), die vom Canadian River in West-Ost-Richtung durchquert wird. Südlich des Canadian River wird dieses Hochplateau Llano Estacado (Staked Plains) oder schlicht Southern High Plains genannt. Die größte Stadt im Panhandle ist Amarillo. Südöstlich von Amarillo hat sich der Hauptquellfluss des Red River, die Prairie Dog Town Fork, zusammen mit seinen Zuflüssen in die Hochebene eingeschnitten und den Palo Duro Canyon, den zweitgrößten Canyon der USA, geformt. Der Palo Duro Canyon öffnet sich nach Südosten in das Hügelland, das den überwiegenden Teil des Südostens und Teile des Nordostens von Panhandle-Texas sowie die weite Talung des Canadian River einnimmt. Es gehört zu den sogenannten Rolling Plains und liegt weniger hoch über dem Meeresspiegel als die High Plains, ist aber stärker reliefiert.

## Geologie
Die Oberflächengeologie im überwiegenden Teil von Panhandle-Texas wird dominiert von geringmächtigen (lokal bis zu 27 m) quartären äolischen Sanden, Schluffen und Lehmen, benannt als Blackwater-Draw-Formation. Darunter lagert spätmiozän-pliozäne Vorlandmolasse der südlichen Rocky Mountains, die sogenannte Ogallala-Formation. Sie enthält im oberen Teil einen mächtigen Caliche-Horizont, d. h. Kalksteine, die während Sedimentationspausen in aridem Klima aus oberflächennahem Bodenwasser ausgefällt wurden. Dieser im heutigen trockenen texanischen Klima sehr erosionsresistente Kalkstein fungiert als Armierung für die unterlagernden, weniger erosionsresistenten, roten, kontinentalen Sand-, Silt- und Tonsteine der tieferen Teile der Ogallala-Formation sowie der Obertrias und des Oberperms, wodurch der Llano Estacado weitgehend vor Zertalung geschützt wird. Am Ostrand des Llano Estacado bildet dieser Caliche-Horizont eine markante Schichtstufe, die „Caprock Escarpment“ genannt wird. Im Osten der Panhandle ist diese Armierung oft nicht (mehr) vorhanden, weshalb das Gelände dort deutlich stärker zertalt ist. Während im Nordosten noch die tieferen Schichten der Ogallala-Formation erhalten geblieben sind, sind sie im Südosten ausgeräumt. Dort treten die obertriassischen Ablagerungen der Dockum-Gruppe und die ober- und mittelpermischen Ablagerungen der Quartermaster-, Whitehorse- und Blaine-Formation teils großflächig zutage. Auch in den großen Flusstälern des Canadian River und der Prairie Dog Town Fork des Red River beißen permotriassische Schichten aus.

## Geschichte und Politik
Da das Aufnahmegesetz dem Staat Texas erlaubte, sich selbst aufzuteilen, wurde 1915 ein Gesetz über die Gründung eines Staates Jefferson in den Kongress eingebracht, der deckungsgleich mit dem Texas Panhandle sein sollte. Die Gesetzesinitiative fand aber keine Mehrheit.
Aus politischer Sicht gehört diese Region zu den konservativsten der gesamten Vereinigten Staaten.

## Countys
- Armstrong County
- Briscoe County
- Carson County
- Castro County
- Childress County
- Collingsworth County
- Dallam County
- Deaf Smith County
- Donley County
- Gray County
- Hall County
- Hansford County
- Hartley County
- Hemphill County
- Hutchinson County
- Lipscomb County
- Moore County
- Ochiltree County
- Oldham County
- Parmer County
- Potter County
- Randall County
- Roberts County
- Sherman County
- Swisher County
- Wheeler County

## Bekannte Städte
- Adrian
- Amarillo
- Borger
- Bovina
- Cactus
- Canadian
- Canyon
- Childress
- Clarendon
- Claude
- Dalhart
- Dimmitt
- Dumas
- Friona
- Fritch
- Hereford
- Lubbock
- Memphis
- Pampa
- Panhandle
- Perryton
- Shamrock
- Spearman
- Stinnett
- Stratford
- Sunray
- Tulia
- Wellington

## Trivia
In der Folge „Planet Bollywood“ der amerikanischen Serie „The Big Bang Theory“ (Staffel 2, Folge 4) diskutieren die Protagonisten über den Texas Panhandle. Dabei wird klargestellt: „Nicht ganz Texas ist der Pfannenstiel. Nur der Norden von Texas.“